# Dakshin Baguan
Dakshin Baguan é uma vila no distrito de Medinipur, no estado indiano de Bengala Ocidental.

## Demografia
Segundo o censo de 2001, Dakshin Baguan tinha uma população de 4672 habitantes. Os indivíduos do sexo masculino constituem 52% da população e os do sexo feminino 48%. Dakshin Baguan tem uma taxa de literacia de 69%, superior à média nacional de 59,5%: a literacia no sexo masculino é de 75% e no sexo feminino é de 63%. Em Dakshin Baguan, 18% da população está abaixo dos 6 anos de idade.